# الإدارة العسكرية في بولندا
الإدارة العسكرية في بولندا (بالألمانية: Militärverwaltung in Polen) ، بدأت إدارة العسكر في ألمانيا النازية بعد غزو بولندا سنة 1939 بإنشاء مناطق عسكرية داخل الأراضي البولندية وضمها إلى ألمانيا النازية، وتقوم الحكومة العسكرية بنشر استخبارات العسكر ومسألة ترحيل اليهود إلى معسكر الاعتقال ووالعمل الشاق وغير ذلك.